# Виват кино России!
«Виват кино России!» — российский кинофестиваль, посвященный отечественному кино, проводится с 1993 года в Санкт-Петербурге.
Проводится ежегодно, обычно в начале мая, в канун юбилея города. Проходит в БКЗ «Октябрьский» и других кинотеатрах и площадках города.
За более чем 30 лет его посетило больше 1 миллиона зрителей, было показано более 400 фильмов.
Учредителями являются Комитет по культуре Санкт-Петербурга, Министерство культуры РФ, Союз кинематографистов России.
Президент фестиваля — долгое время, 16 лет, была Лидия Федосеева-Шукшина, с 2014 года — Светлана Крючкова.
Инициатор и организатор, генеральный директор фестиваля на протяжении более 30 лет — Людмила Томская.

Фестиваль начинался в 1993 году. Было непростое время. Уже царила перестройка. В СССР было приобретено порядка ста двадцати американских фильмов. Все это вызвало небывалый ажиотаж и естественным образом привело к тому, что российские картины вытеснились с экранов. Я в тот момент возглавляла кинопрокатную организацию «Петербург-кино», а в Санкт-Петербурге было 78 независимых кинотеатров. Мы решили поддержать отечественный кинематограф и в 1993 году провели первый кинофестиваль «Виват кино России!».
В конце 1990-х и 2000-х годах победителей кинофестиваля определяли зрители, голосуя за фильмы, с 2012 года оцениват фильмы стало профессиональное жюри.
В конкурсе ежегодно участвуют 8 российских картин, основных призов пять: лучший фильм, режиссёр, оператор, лучшая женская и лучшая мужская роли.
Также присуждаются Приз Прессы, Приз зрительских симпатий, специальные призы дирекции фестиваля.
Кроме того фестиваль проводит конкурс телесериалов, где из 30 сериалов победителя определяет Народное голосование с помощью анкеты в еженедельнике «Панорама ТВ».

## Гран-при
Фильмы — лауреаты Гран-при кинофестиваля:
- 1993 — «Ты у меня одна», режиссёр Дмитрий Астрахан
- 1994 — «Утомлённые солнцем», режиссёр Никита Михалков
- 1995 — «Пьеса для пассажира», режиссёр Вадим Абдрашитов
- 1996 — «Мусульманин», режиссёр Владимир Хотиненко
- 1997 — «Принцесса на бобах», режиссёр Вилен Новак
- 1998 — «Страна глухих», режиссёр Валерий Тодоровский
- 1999 — «Сибирский цирюльник», режиссёр Никита Михалков
- 2000 — «Старые клячи», режиссёр Эльдар Рязанов
- 2001 — «Романовы. Венценосная семья», режиссёр Глеб Панфилов
- 2002 — «Тайны дворцовых переворотов», режиссёр Светлана Дружинина
- 2003 — «Ключ от спальни», режиссёр Эльдар Рязанов
- 2004 — «Егерь», режиссёр Александр Цацуев
- 2005 — «Время собирать камни», режиссёр Алексей Карелин
- 2006 — «9 рота», режиссёр Фёдор Бондарчук
- 2007 — «Андерсен. Жизнь без любви», режиссёр Эльдар Рязанов
- 2008 — «12», режиссёр Никита Михалков
- 2009 — Тарас Бульба, режиссёр Владимир Бортко
- 2010 — Одна война, режиссёр Вера Глаголева
- 2011 — В стиле jazz, режиссёр Станислав Говорухин
- 2012 — Рассказы, режиссёр Михаил Сегал
- 2013 — «Метро», режиссёр Антон Мегердичев
- 2014 — «Роль», режиссёр Константин Лопушанский
- 2015 — «Битва за Севастополь», режиссёр Сергей Мокрицкий
- 2016 — «Инсайт», режиссёр Александр Котт
- 2017 — «Время первых», режиссёр Дмитрий Киселёв
- 2018 — «Салют-7», режиссёр Клим Шипенко
- 2019 — «Крик тишины», режиссёр Владимир Потапов
- 2020 — «Доктор Лиза», режиссёр Оксана Карас
- 2021 — «Пальма», режиссёр Александр Домогаров мл.
- 2022 — «Непослушник», режиссёр Владимир Котт
- 2023 — «Огород», режиссёр Лариса Садилова
- 2024 — «Воздух», режиссёр Алексей Герман

## Фестивали по годам

### 1993 — I
26 августа по 1 сентября, показы велись в кинотеатрах города, открывался фестиваль в кинотеатре «Аврора» картиной Дмитрия Астрахана «Ты у меня одна», в итоге взявшей Гран-при фестиваля.
Поскольку отборе фильмов вели директора кинотеатров, интересующихся прежде всего сборами кассы, основу фестивальной программы составили комедии, мелодрамы и детективы.
На фестивале были показаны фильмы: «На Дерибасовской хорошая погода, или На Брайтон-Бич опять идут дожди» Леонида Гайдая, «Проснуться в Шанхае» Николая Седнева, «Осенние соблазны» Владимира Грамматикова, «Прорва» Ивана Дычовичного, «Тихие страницы» Александра Сокурова, «Над тёмной водой» Дмитрия Месхиева, «Арифметика убийства» Дмитрия Светозарова, «Чича» Виталия Мельникова, «Окно в Париж» Юрия Мамина, «Изыди!» Дмитрия Астрахана, «Ленфильмовские» картины «Тюремный романс» Виктора Сергеева и «Русская невеста» Геннадия Соловского.
Источники

### 1994 — II
28 августа — 1 сентября, открывался фестиваль в киноцентре «Ленинград».
В отличие от первого фестиваля по инициативе директоров кинотеатров, второй создавался по инициативе Роскомкино, Кинодепартамента мэрии города и трёх петербургских киностудий, имел небольшую программу, но не как предыдущий фильмов для широкого зрителя, а уже фестивального кино, но для оценки зрителями: был заявлен как зрительский просветительский кинофестиваль, председатель Госкино России Армен Медведев на пресс-конференции, «Я помогаю организаторам, потому что это не наша профессиональная тусовка на море, а настоящий зрительский фестиваль».
В фестивале участвовало 30 новых фильмов, в том числе: «Подмосковные вечера» Валерия Тодоровского, «Замок» Алексея Балабанова, «Акт» Александра Рогожкина, «Русская симфония» Константина Лопушанского, «Курочка Ряба» Андрона Кончаловского, «Охота» Виталия Соломина, «Последнее дело Варёного» Виталия Мельникова, «Бездна, круг седьмой» Владимира Басова, мюзикл «Простодушный» Евгения Гинзбурга, документальный фильм «Великая криминальная революция» Станислава Говорухина и другие
Источники

### 1995 — III
24 — 28 августа, фестиваль имел большой зрительский успех — фильмы шли при переполненных залах.
В первый, премьерный, день сеансы были бесплатными, и во всех 20 фестивальных кинотеатрах выстроились гигантские очереди. В остальные дни фестиваля билеты уже продавали, назначив, правда, нижнюю планку цен, но публики все равно было много — раз в двадцать больше, чем обыкновенно.
Конкурсная программа состояла из 14 фильмов: как уже известные и активно шедшие в кинопрокате «Американская дочь» Карена Шахназарова, «Мусульманин» Владимира Хотиненко, «Пьеса для пассажира» Вадима Абдрашитова, «Ширли-мырли» Владимира Меньшова, «Мания Жизели» Алексея Учителя, «Особенности национальной охоты» Александра Рогожкина, «Мелкий бес» Николая Досталя, «Три сестры» Сергея Соловьева, так и фильмы, не выходившие за пределы кинорынков и премьерных показов: «Бульварный роман» Василия Панина, «Я свободен, я ничей» Валерия Пендраковского, «Письма в прошлую жизнь» Александра Аравина, «Наваждение» Игоря Талпы, «Воровка» Владимира Краснопольского и Валерия Ускова, «Авантюра» Виталия Макарова.
Гран при независимого жюри отдан фильму «Пьеса для пассажира» Александра Миндадзе и Вадима Абдрашитова, приз прессы — фильму «Особенности национальной охоты» Александра Рогожкинаm актерские призы получили Евгений Миронов («Мусульманин»), Марьяна Полтева («Наваждение»), Виктор Бычков («Особенности национальной охоты»).
Источники

### 1996 — IV
Фестиваль этого года был внеконкурсным показом, проходил в рамках празднования 100-летия кино в России, которое, по решению правительства, проводилось в Санкт-Петербурге.
В программе были 15 ретроспектив классиков советского и мастеров российского кино — фестиваль открылся 7 мая «Возвращением Броненосца» Геннадия Полоки, а 8-9 мая в 24 кинотеатрах города ко Дню Победы состоялись «вторые премьеры» отчественных военных фильмов, на которых артисты встресались со зрителями.
Источники

### 1997 — V
На 64 киносеансах побывало 60 тысяч зрителей, заполнение залов было около 70 %.
Лауреаты:
- «Гран-при» (приз зрительских симпатий) — фильму «Принцесса на бобах» режиссёра Вилена Новака
- Приз за лучшую женскую роль — Галине Польских, за роль в фильме «Любить по-русски 2»
- Приз за лучшую мужскую роль — Александру Абдулову, за роль в фильме «Шизофрения»
- Приз за лучшую режиссуру — Виталий Мельников за фильм «Царевич Алексей»
- Приз прессы — «Царевич Алексей» Виталия Мельникова

Источники

### 1998 — VI
Источники

### 1999 — VII
25 по 29 мая.
На кинофестивале было показано 23 фильма, в том числе: «Блокпост» Александра Рогожкина, «С днём рождения!» Ларисы Садиловой, «Умирать легко» и «Дрянь хорошая, дрянь плохая» Александра Хвана, «Дух» Евгения Иванова, «Молох» Александра Сокурова, «Кто, если не мы» Валерия Приемыхова, «Цветы календулы» Сергея Снежкина, «Сибирский цирюльник» Никиты Михалкова и другие.
Лауреатов определяло зрительское голосование:
- Гран-при «Приз зрительских симпатий» — фильму (собравшему 99 % голосов!) «Сибирский цирюльник» Никиты Михалкова
- Приз за режиссуру — Александру Сокурову и фильму «Молох»
- Приз за лучшую женскую роль — Елене Руфановой за «Молох»
- Приз за лучшую мужскую роль — Алексею Петренко за «Сибирского цирюльника»

Приз прессы — фильму «Молох»
Источники

### 2000 — VIII
Источники

### 2001 — IX
Состоялось 95 сеансов в 18 кинотеатрах, которые посетили более 48 тыс. зрителей.
Лауреаты:
- Гран-при — фильму «Романовы. Венценосная семья» режиссёра Глеба Панфилова
- Лучшая режиссура — Александр Сокуров, за фильм «Телец»
- Лучшая женская роль — Наталья Егорова, за роль в фильме «Тайны дворцовых переворотов»
- Лучшая мужская роль — Анатолий Лобоцкий, за роль в фильме «Зависть богов»

Приз прессы — фильму «Телец» режиссёра Александр Сокуров
Источники

### 2002 — X
14 по 17 мая. Показы фильмов проходили в 17 кинотеатрах города.
В конкурсной программе было 22 фильма, большинство из которых «премьерные»:
- «Апрель» Константина Мурзенко
- «Второстепенные люди» Киры Муратовой
- «Гладиатрикс» Тимура Бекмамбетова
- «Даун Хаус» Романа Качанова
- «Два солдатика бумажных» Алексея Пояркова и Романа Хруща
- «Двенадцатая осень» Игоря Талпы
- «Дикарка» Юрия Павлова
- «Ехали два шофёра» Александра Котта
- «Жёлтый карлик» Дмитрия Астраханв
- «Игра на вылет» Константина Одегова
- «Конец века» Константина Лопушанского
- «Машина пришла» Сергея Потемкина
- «Механическая сюита» Дмитрия Месхиева
- «Мусорщик» Георгия Шенгелия
- «Под полярной звездой» Максима Воронкова
- «Северное сияние» Андрея Разенкова
- «Сёстры» Сергея Бодрова-младшего
- «Таежный роман» Александра Митты
- «Тайная сила» Марины Казниной
- «Я — император» Светланы Дружининой
- «Я - кукла» Юрия Кары

Лауреаты:
- Гран-при — фильму «Я — император» режиссёра Светланы Дружининой
- Лучшая режиссура — Дмитрий Месхиев, за фильм «Механическая сюита»
- Лучшая женская роль — Ольга Будина, за роль в фильме «Граница. Таёжный роман»
- Лучшая мужская роль — Евгений Стычкин, за роль в фильме «Апрель»

В год своего юбилея фестиваль открыл новую номинацию: «Лучший российский телесериал», в конкурсе было 25 сериалов, по отзывам зрителей определены победители:
- Лучший сериал — сериал «Убойная сила»
- Лучшая актриса сериала — Елена Яковлева, за роль в сериале «Каменская»
- Лучший актер сериала — Юрий Степанов, за роль в сериале «Гражданин начальник»

Источники

### 2003 — XI
5 по 8 мая, на 127 сеансов в 15 кинотеатрах города за четыре фестивальных дня побывало около 50 тыс. зрителей.
Было показано около 30 фильмов конкурсной программы, лучшие из которых определяли по итогам зрительского голосования, и несколько десятков фильмов в ретропоказах.
Открывался фестиваль в БКЗ «Октябрьский» новой комедией Эльдара Рязанова «Ключ от спальни», среди конкурсных фильмов уже завоевавший множество призов кинофестивале фильм Александра Рогожкина «Кукушка», фильмы Ларисы Садиловой «С любовью, Лиля», Валерия Быченкова «Челябумбия», Александра Атанесяна «Летний дождь». Закрывался фестиваль фильмом Александра Сокурова «Русский ковчег» и церемонией закрытия в киноцентре «Ленинград».
Лауреаты:
- Гран-при — фильму «Ключ от спальни» режиссёра Эльдара Рязанова
- Приз «За лучшую режиссуру» — Александру Сокурову за фильм «Русский ковчег»
- Приз «За лучшую мужскую роль» — Константин Хабенский, за роль в фильме «В движении»
- Приз «За лучшую женскую роль» — Юлия Высоцкая, за роль в фильме «Дом дураков»

Призом прессы — фильму «Русский ковчег» Александра Сокурова
Также на фестиавле жители Санкт-Петербурга и Северо-Западного региона голосовали за категорию «Сериалы»:
- Лучший сериал — «Бандитский Петербург — 3,4»
- Лучшая актриса сериала — Лидия Велижева («Воровка»)
- Лучший актёр сериала — Александр Абдулов («Next»)

Источники

### 2004 — XII
5-9 мая, в течение 5 дней показы в 18 кинотеатрах посетили 96 тысяч кинозрителей, посмотревших 28 фильмов конкурсной программы, и определивших зрительским голосованием победителей.
Лауреаты:
- Гран-при — фильму «Егерь» режиссёра Александра Цацуева.
- Приз «За лучшую режиссуру» — Андрей Звягинцев, за фильм «Возвращение»
- Приз «За лучшую мужскую роль» — Андрей Федорцов, за главную роль в фильме «Егерь»
- Приз «За лучшую женскую роль» — Оксана Мысина, за роль императрицы Марии Федоровны в фильме «Бедный, бедный Павел»

Приз Прессы — фильму Бориса Хлебникова и Алексея Попогребского «Коктебель».
Кроме того в этом году отдельно зрители голосовали по ещё двум номинациям:
- Приз «Лучший актёр сериала» — Александр Дедюшко, за роль в сериале «Оперативный псевдоним»
- Приз «Лучшая актриса сериала» — Екатерина Гусева, за роль в сериале «Бригада»

### 2005 — XIII
Традиционно открывался в БКЗ «Октябрьский», показы велись в 16 кинотеатрах города.
В конкурсной программе участвовало 35 фильмов, в том числе как «Бой с тенью» Алексея Сидорова, «Водитель для Веры» Павла Чухрая, «Мой сводный брат Франкенштейн» Валерия Тодоровского, «Время собирать камни» Алексея Карелина, «Сматывай удочки» Олега Степченко, «Анна» Евгения Гинзбурга, «Солнце» Александра Сокурова и другие.
Решение выносили зрители, голосовавшие после каждого фестивального просмотра.
Лауреаты:
- Гран-при — фильму «Время собирать камни» режиссёра Алексея Карелина
- Приз «За лучшую мужскую роль» — Егор Бероев, за роль в фильме «Папа»
- Приз «За лучшую женскую роль» — Рената Литвинова, за роль в фильме «Настройщик».

Приз Прессы получил фильм «Настройщик».
В номинации «Народный рейтинг. Телесериалы» из трех десятков картин зрители выбрали:
- Лучший сериал — телесериал «Штрафбат» режиссёра Николая Досталя
- Лучший актёр сериала — Юрий Чурсин, за роль в сериале «Хиромант»
- Лучшая актриса сериала — Анна Ковальчук, за роль в сериале «Тайны следствия»

Источники

### 2006 — XIV
Показы проходили в 9 кинотеатрах, посетили фестиваль 63 тыс. человек.
Победителей определяло зрительское голосование.
Лауреаты:
- Гран-при — «9 рота» режиссёра Фёдора Бондарчука
- Приз «За лучшую режиссерскую работу» — Станислав Говорухин, за фильм «Не хлебом единым»
- Приз «За лучшую мужскую роль» — Сергей Баталов, за роль в фильме «Коля — перекати поле»
- Приз «За лучшую женская роль» — Светлана Ходченкова, за роль в фильме «Не хлебом единым»

«Народный рейтинг» сериалов:
- Приз «За лучший сериал» — телероману «Мастер и Маргарита» режиссёра Владимира Бортко
- Приз «За лучшую женскую роль в сериале» — Анне Ковальчук за роль в телеромане «Мастер и Маргарита»
- Приз «За лучшую мужскую роль в сериале» — Алексею Серебрякову, за роль в телесериале «Дети Ванюхина»

Источники

### 2007 — XV
3 по 7 мая.
Старт юбилейного 15-го фестиваля был дан полуденным выстрелом с Нарышкина бастиона Петропавловской крепости, который произвела президент фестиваля Лидия Федосеева-Шукшина.
За пять дней фестиваля в десяти городских кинотеатрах показано 60 фильмов. Все кинопоказы были бесплатными.
В ретроспективе было показано 40 фильмов.
В конкурсной программе 20 фильмов:
- «07-й меняет курс»
- «Андерсен. Жизнь без любви»
- «Блюз опадающих листьев»
- «Гадкие лебеди»
- «Изображая жертву»
- «Любовь-морковь»
- «Нанкинский пейзаж»
- «Мечта»
- «Парк советского периода»
- «Просто повезло»
- «Он, она и я»
- «Русские деньги»
- «Семь кабинок»
- «Свободное плавание»
- «Три дня в Одессе»
- «Тупой жирный заяц»
- «Эйфория»
- «Франц + Полина»
- «Чёртово колесо»

Победителя определяли сами зрители, голосуя после сеанса по простому принципу: понравился — не понравился.
Победители:
- Гран-при — фильму «Андерсен. Жизнь без любви» режиссёра Эльдара Рязанова
- Приз «За лучшую режиссуру» — Михаил Сегал, за фильм «Франц + Полина»
- Приз «За лучшую женскую роль» — Евгения Добровольская, за роль в фильме «Блюз опадающих листьев»
- Приз «За лучшую мужскую роль» — Сергей Мигицко, сыгравший Андерсена в фильме «Андерсен. Жизнь без любви»

Приз прессы — фильму «Андерсен. Жизнь без любви» режиссёра Эльдара Рязанова
В «Народном конкурсе» из 30 отечественных телесериалов зрители выбрали:
- Лучший сериал — «Капитанские дети»
- лучший актёр сериала — Сергей Маховиков, за главную роль в сериале «Капитанские дети»
- Лучшая актриса сериала — Наталья Суркова, за роль Екатерины Великой в сериале «Фаворит»

Источники

### 2008 — XVI
3 — 7 мая.
Фильмы шли в девяти городских кинотеатрах, кинопоказы были бесплатными.
В ретропоказах демонстрировалось 44 фильма.
В конкурсной программе было 24 фильма.
Зрители голосованием опрделили победителей.
Лауреаты:
- Гран-при — фильму «12» режиссёра Никиты Михалкова
- Лучшая режиссура — Карен Шахназаров, за фильм «Исчезнувшая империя»
- Лучшая актриса — Галина Вишневская, за главную роль в фильме «Александра»
- Лучший актёр — Данила Козловский, за главную роль в картине «Мы из будущего»

Приз прессы — фильму «Исчезнувшая империя» режиссёра Карена Шахназарова
В конкурсе «Народный рейтинг» сериалов из 30 сериалов зрители выбрали:
- Лучший сериал — телесериал «Ликвидация» режиссёра Сергея Урсуляка
- Лучшей актрисой сериала — Ольга Будина, за роль в сериале «Личная жизнь доктора Селивановой»
- Лучший актёр сериала — Игорь Лагутин, за роль в сериале «Закон и порядок: Преступный умысел»

Источники

### 2009 — XVII
Источники

### 2010 — XVIII
Источники

### 2011 — XIX
Источники

### 2012 — ХХ
24 по 28 сентября.
В 2012 году фестиваль прошёл не как обычно в мае, а в сентябре, в рамках Международного Санкт-Петербургского Кинофорума, объединяющего под своей эгидой несколько кинофестивалей города, но фактически кинофестивали кинофорума проходили независимо друг от друга.
В день открытия юбилейного кинофестиваля для горожан был организован большой кинопраздник в Александринском театре. Показы шли в кинотеатрах «Родина», «Аврора» (Петергоф), «Дружба», «Заневский», «Восход», «Уран», «Москва», «Фильмофонд». Прошло 15 творческих встреч с участием съемочных групп и знаменитых гостей фестиваля.
Кинопросмотры посмотрели 24 266 зрителей, показано 78 фильмов: 16 — в конкурсной программе, 9 — в программе «Панорама», 14 — в программе «Мультмарафона», 39 — в ретропоказах.
В конкурсной программе было 16 фильмов:
- «Белый мавр» Дмитрия Фикса
- «Белый тигр» Карена Шахназарова
- «Все ушли» Георгия Параджанова
- «День учителя» Сергея Мокрицкого
- «Дочь» Александр Касаткина и Натальи Назаровой
- «Жить» Василия Сигарева
- «Забава» Руслана Бальцера
- «Искупление» Александра Прошкинаа
- «Испанец» Александра Цацуева
- «Кококо» Авдотьи Смирновой
- «Марцефаль» Сергея Кальварского и Валерия Спирина
- «Мужчина с гарантией» Артёма Аксененко
- «Пока ночь не разлучит» Бориса Хлебникова
- «Рассказы» Михаила Сегала
- «Со мною вот что происходит» Виктора Шамирова
- «Я буду рядом» Павла Руминова

Жюри: кинокритик Армена Медведева (председатель), режиссёр и сценарист Александр Велединский, оператор Сергей Астахов, актриса Ольга Будина и продюсер Наталья Сёмина.
Лауреаты:
- Гран-при — фильму «Рассказы» режиссёра Михаила Сегала
- Лучшая режиссура — Александру Касаткину и Наталье Назаровой, за фильм «Дочь»
- Лучший оператор — Сергей Мачильский, за фильм «Все ушли»
- Лучшая женская роль — Мария Смольникова, за роль в фильме «Дочь»
- Лучшая мужская роль — разделили Гоша Куценко и Виктор Шамиров, за роли в фильме «Со мною вот что происходит»

Приз Прессы и Приз зрительских симпатий совпали — фильму «Кококо»
Конкурс «Народный рейтинг. Телесериалы», из 30 многосерийных фильмов зрители выбрали:
- Лучший сериал — сериал «Дело гастронома № 1» режиссёра Сергея Ашкенази
- Лучшая актриса сериала — Мария Шукшина, за роль в сериале «Дело гастронома № 1»
- Лучший актёр сериала — Сергей Маковецкий, за роль в сериале «Дело гастронома № 1»

Источники

### 2013 — XXI
13 по 19 мая.
Открывался традиционно в БКЗ «Октябрьский». Кинопоказы шли в 8 кинотеатрах, посетили около 24 тысяч зрителей. Церемония закрытия состоялась в Молодежном театре на Фонтанке.
Всего в конкурсной программе было представлено 17 фильмов.
Жюри: рёжиссер Ираклий Квирикадзе (председатель), режиссёр и продюсер Александр Атанесян, актриса Ольга Прокофьева, кинооператор Сергей Мачильский, композитор Виктор Лебедев.
Лауреаты
- Гран-При — фильм «Метро», режиссёр Антон Мегердичев
- Лучшая режиссура — поделили Кирилл Серебренников, фильм «Измена» и Алексей Балабанов, фильм «Я тоже хочу»
- Лучший сценарий — Александр Родионов, Борис Хлебников, фильм «Долгая счастливая жизнь»
- Лучший оператор — Сергей Астахов и Сергей Шульц, фильм "«Метро»
- Лучшая актриса — Дарья Мельникова, фильм «Стальная бабочка»
- Луший актёр — Александр Яценко, фильм «Долгая счастливая жизнь»

Приз зрительских симпатий — фильм «Охота на принцессу», режиссёр Светлана Дружинина
Приз прессы — фильм «Я тоже хочу», режиссёр Алексей Балабанов
Конкурс «Народный рейтинг. Телесериалы», из 30 многосерийных фильмов читатели журнала «Панорама ТВ» выбрали:
- Лучший сериал — сериал «Жизнь и судьба»
- Лучшая актриса сериала — Лика Нифонтова, сериал «Жизнь и судьба»
- Лучший актёр сериала — Сергей Маковецкий, сериал «Жизнь и судьба»

Источники

### 2014 — XXII
12 по 16 мая.
Открытие прошло в БКЗ «Октябрьский». На кинопоказах в 10 кинотеатрах города побывало более 21 тысяч зрителей.
В конкурсной программе было 11 фильмов: 
- «Василиса», «Географ глобус пропил», «Горько!», «Дубровский», «Жажда», «Майор», «Она», «Пока ещё жива», «Роль», «Храбрый портняжка и тайна принцесс», «Чемпионы».

Жюри: возглавил которое известный кинорежиссер Александр Прошкин (председатель), актеры и режиссеры Александр Галибин, Сергей Пускепалис, Елена Райская, Ирина Лачина, президент Гильдии кинооператоров России Игорь Клебанов, президент Гильдии киноведов и кинокритиков России Андрей Шемякин.
Зрители, как и прежде, оценивали фильмы «голосованием» в анкетах — после просмотров в кинотеатрах, определяя Приз зрительских симпатий и конкурса сериалов «Народный рейтинг».
Лауреаты:
- Гран-при — «Роль» режиссёра Константина Лопушанского
- Приз за лучший сценарий — также фильму «Роль», сценаристы Павел Финн и Константин Лопушанский
- Приз за лучшую режиссуру — фильму «Географ глобус пропил» Александра Велединского
- Приз за лучшую женскую роль — Елена Лядова, фильм «Географ глобус пропил»
- Приз за лучшую мужскую роль — Юрий Быков, актёр, режиссёр и сценарист фильма «Майор»
- Приз ха лучшую операторскую работу — Кирилл Клепалов, фильм «Майор»
- Специальный приз жюри «Лучшая роль года» — Константин Хабенский, фильм «Географ глобус пропил»
- Специальный приз жюри «За яркое художественное высказывание на остросоциальную тему» — режиссёр Лариса Садилова, за фильм «Она»
- Диплом «За дебют» — молодому режиссеру Дмитрию Тюрину за фильм «Жажда»

Приз зрительских симпатий — фильму «Василиса» Антона Сиверса
Приз прессы — фильму «Географ глобус пропил» Александра Велединского
В конкурсе сериалов «Народный рейтинг» было 30 сериалов, в том числе: «Горюнов», «Ладога», «Оттепель», «Пепел», «Людмила», «Станица», «Шерлок Холмс» и другие.
В итоге зрительским голосованием определены победители:
- Лучший сериал — сериал «Оттепель» режиссёра Валерия Тодоровского
- Лучшая актриса в сериале — Нина Усатова, сериал «Станица»
- Лучший актёр в сериале — Сергей Пускепалис, сериал «Крик совы»

Источники

### 2015 — XXIII
Источники

### 2016 — XXIV
15 по 19 мая.
Фестиваль, хотя не был юбилейным, проводился масштабно, при активном участии губернатора города: 2016 год был объявлен в России Годом кино к 120-летиею кинематографа в России, а первый в стране киносеанс состоялся именно в Санкт-Петербурге 16 мая 1896 года в саду «Аквариум».
Начался фестиваль на Дворцовой площади городским кинопраздником, откуда по Невскому проспекту до традиционного места открытия фестиваля БКЗ «Октябрьский» состоялся автопробег ретро-автомобилей из кино, в том числе кабриолет из свежего фильма «Легенда № 17», «полуторка» из военной драмы «Ладога», и карета из картины «Как царь Пётр арапа женил».
Бесплатные кинопоказы шли в кинотеатрах «Заневский», «Восход», «Родина», «Москва», «Дружба», «Фильмофонд» и «Аврора».
В рамках фестиваля показано 128 фильмов (8 — в конкурсной программе, 43 — в спецпрограммах, 76 — в программе киномарафона и один в спецсобытии фестиваля — юбилей фильма «Офицеры»).
В конкурсной программе 8 фильмов: «Двое», «Золотая рыбка», «Ивановы», «Инсайт», «Клинч», «Контрибуция», «Млечный путь», «Чемпионы: Быстрее. Выше. Сильнее».
Жюри: кинорежиссер Сергей Урсуляк (председатель), , киновед Ирина Рубанова, актриса Эра Зиганшина, актер Константин Лавроненко и оператор Юрий Шайгарданов.
Лауреаты:
- Гран-при — «Инсайт» режиссёра Александра Котта
- Приз «За лучшую режиссуру» — Александру Котту («Инсайт»)
- Приз «За лучшую мужскую роль» — Александру Яценко («Инсайт»)
- Приз «За лучшую женскую роль» -Агриппине Стекловой («Инсайт»)
- Приз «За лучшую операторскую работу» — Сергею Мачильскому за работу в фильме «Контрибуция»

Приз Прессы — фильму «Клинч» режиссёра Сергея Пускепалиса
Народный рейтинг сериалов, где были представлены 30 сериалов, в том числе «Тихий Дон», «Молодая гвардия», победителем во всех трёх номинациях стал сериал «Ленинград 46»:
- Лучший сериал — телесериал «Ленинград 46» режиссёра Игоря Копылова
- Лучший актёр сериала — Сергей Гармаш, за роль в телесериале «Ленинград 46»
- Лучшая актриса сериала — Анна Табанина, за роль в телесериале «Ленинград 46»

Источники

### 2017 — XXV
13 по 17 мая.
Юбилейный кинофестиваль открывался не как обычно, а на Дворцовой площади, с городским киноконцертом, а уже потом с «красной дорожкой» с около двустами кинематографистов у БКЗ «Октябрьский» и торжественной церемоние открытия, которую вели актёр и режиссёр Александр Стриженов и актриса Ирина Медведева.
За пять дней кинофестиваля на 81 киносеансе показали 142 фильма, их посмотрели 19 450 зрителей. Вход абсолютно на все кинопоказы, специальные программы, выставки — свободный.
Показы велись в семи кинотеатрах города: в киноцентре «Родина», кинотеатрах «Дружба», «Заневский», «Фильмофонд», «Восход», «Аврора» (Петергоф) и кинозале отеля «Москва».
В конкурсной программе 9 фильмов: «Время первых», «Монах и бес», «Коллектор», «Дама Пик», «О любви», «Сдается дом со всеми неудобствами», «После тебя», «Землетрясение», «Не ждали» .
Жюри: режиссёр Вадим Абдрашитов (председатель), оператор Юрий Клименко, актер и режиссёр Александр Стриженов, актриса Анна Большова, продюсер Ада Ставиская.
Лауреаты:
- Гран-при — фильму «Время первых» режиссёра Дмитрия Киселёва
- Лучшая режиссура - Николай Досталь, за фильм "Монах и бес"
- Лучшая женская роль — Ксения Раппопорт, за роль в фильме «Дама пик»
- Лучшая мужская роль — Сергей Безруков, за роль в фильме «После тебя»

Приз прессы — фильму «Коллектор» режиссёра Алексея Красовского
Приз зрительских симпатий — фильму «Не ждали» режиссёра и сценариста Виктора Мережко.
Оценивая 30 сериалов в конкурсе телефильмов «Народный рейтинг» зрители определили победителей:
- Лучший сериал — сериал «Чёрная кошка» режиссёра Антона Сиверса
- Лучший актёр сериала — Игорь Петренко, за роль в сериале «Чёрная кошка»
- Лучшая актриса сериала — Эмилия Спивак, за роль в сериале «Отель последней надежды»

Источники

### 2018 — XXVI
Источники

### 2019 — XXVII
20 — 24 мая.
Традиционно открывался в БКЗ «Октябрьский», кинопоказы шли в семи кинотеатрах города. Фестиваль посетили 22 146 зрителей.
Жюри: Сергей Никоненко (председатель), Илья Тилькин, Юлия Ауг, Андрей Руденский, оператор Олег Лукичев.
В конкурсной программе 8 фильмов: «Балканский рубеж», «В кейптаунском порту», «Крик тишины», «Не чужие», «Тобол», «Солдатик», «Спасти Ленинград», «Юморист».
Редкий результат фестиваля — четыре основных приза жюри и приз зрительских симпатий получил фильм «Крик тишины».
Лауреаты:
- Гран-при — «Крик тишины»
- Лучший режиссёр — Владимир Потапов, фильм «Крик тишины»
- Лучший оператор — Вячеслав Лисневский, фильм «Балканский рубеж»
- Лучший актёр — Артем Быстров, фильм «Крик тишины»
- Лучшая актриса — Алина Саргина, фильм «Крик тишины»

Приз зрительских симпатий — фильму «Солдатик»
Приз прессы — фильму «В кейптаунском порту»
В конкурсе сериалов «Народный рейтинг», которое проводит журнал "Панорама ТВ, зрители выбрали:
- Лучший сериал — сериал «Шифр», режиссёр Вера Сторожева
- Лучшая актриса сериала — Елену Панову, сериал «Шифр»
- Лучший актёр сериала — Александр Робак, сериал «Домашний арест»

Источники

### 2020 — XXVIII
7 по 11 декабря.
Фестиваль был проведён не в мае как обычно, а перенесён из-за пандемии: вход по-прежнему был свободный, но с ограничением числа мест в кинозалах — только на 25 %.
Открытие традиционно в БКЗ «Октябрьский», кинопоказы в кинотеатрах «Дружба», «Заневский», «Восход», «Родина», «Фильмофонд», «Москва», «Аврора» в Петергофе, церемония закрытия прошла в Молодежном театре на Фонтанке.
Помимо фильмов были различные внеконкурсные программы, в том числе к 75-летию Победы в Великой Отечественной войне спепрограмма из уникальных кадров военной хроники 1941—1945 годов.
В конкурсной программе 8 фильмов: «Блокадный дневник» Андрея Зайцева (фильм открытия фестиваля), «Глубже!» Михаила Сегала, «Гипноз» Валерия Тодоровского, «Доктор Лиза» Оксаны Карас, «Керосин» Юсупа Разыкова, «На Луне» Егора Кончаловского, «Однажды в Трубчевске» Ларисы Садиловой, «Подольские курсанты» Вадима Шмелёва.
Жюри: кинорежиссер и сценарист Андрей Кравчук (председатель); кинокритик и публицист Татьяна Москвина; народная артистка РФ Наталья Егорова; народный артист РФ Андрей Соколов; кинооператор, заслуженный деятель искусств РФ Юрий Шайгарданов.
Лауреаты:
- Гран-при — фильму «Доктор Лиза» режиссёра Оксаны Карас
- Лучшая режиссура — Лариса Садилова, за фильм «Однажды в Трубчевске»
- Лучшая мужская роль — Александр Паль, за роль в фильме «Глубже!»
- Лучшая женская роль — Чулпан Хаматова, за роль в фильме «Доктор Лиза»
- Лучшая операторская работа — Антон Антонов за фильм «На Луне»

Приз зрительских симпатий — фильму «Подольские курсанты»
В категории «Телесериалы. „Народный рейтинг“» зрители из 30 сериалов все призы одтали одному сериалу:
- Лучший сериал — сериал «Чёрное море»
- Лучшая актриса сериала — Екатерина Вилкова, сериал «Чёрное море»
- Лучший актёр сериала — Павел Трубинер, сериал «Чёрное море»

Источники

### 2021 — ХХIХ
11 — 15 мая, открытие традиционно прошло в БКЗ «Октябрьский», показы велись в 7 кинотеатрах Санкт-Петербурга — «Москва», где показывали фильмы конкурсной программы, а также в кинотетарах «Восход», «Дружба», «Заневский», «Фильмофонд», «Аврора» (Петергоф) и «Родина». Вход на все кинопоказы и специальные программы по-прежнему был свободным, но ограничен количеством мест: в связи с пандемией по распоряжению Роспотребнадзора, заполняемость залов не должна была превышать 75 процентов. Церемония закрытия фестиваля состоялась в театре «Зазеркалье», ведущие церемонии: актриса Анна Ковальчук и актер Андрей Руденский.
Программу сформировали киновед Ирина Павлова, продюсер и педагог Ирина Сошникова и кинопрокатчик Борис Уркин.
В конкурсную программу вошли 8 российских картин: «Белый снег» Николая Хомерики, «Пальма» Александра Домогарова-младшего, фильм для детей «Про Лёлю и Миньку» Анны Чернаковой, «Человек из Подольска» Семена Серзина, «Батя» Дмитрия Ефимовича, «Только серьёзные отношения» Вячеслава Росса и «Навстречу мечте» Ирины Гобозашвили.
Жюри: продюсер Вячеслав Тельнов (председатель), кинорежиссер Оксана Карас, актриса Лариса Удовиченко, актёр Сергей Баталов, кинооператор Игорь Клебанов, актер Сергей Никоненко.
Лауреаты:
- Гран-при — фильму «Пальма», режиссёр Александр Домогаров мл.
- Лучший режиссер — Семен Серзин, за фильм «Человек из Подольска»
- Лучшая мужская роль — Владимир Майзингер, за роль в фильме «Человек из Подольска»
- Лучшая женская роль — Ольга Лерман, за роль в фильме «Белый снег»
- Лучшая операторская работа — Фёдор Лясс, фильм «Белый снег»

Зрительское «народное голосование» выбирало победителей из 30 телесериалов:
- Лучший сериал — «Теория вероятности», режиссёр Юрий Мороз
- Лучший актер сериала — Максим Матвеев, за роль в сериале «Теория вероятности»
- Лучшая актриса сериала — Виктория Исакова, за роль в сериале «Нежность»

Источники

### 2022 — ХХХ
С 11 по 15 мая, показы шли в кинотеатрах «Москва», «Восход», «Дружба», «Родина», «Заневский», всего 11297 зрителей смогли бесплатно посетить 63 киносеанса.
В честь открытия юбилейного ХХХ кинофестиваля «Виват кино России!» прозвучал полуденный выстрел из сигнального орудия Петропавловская крепость. Выстрел произвела народная артистка РСФСР Светлана Крючкова, затем состоялся концерт «Песни нашего кино», в котором приняли участие Сергей Никоненко, Светлана Дружинина, Сёмен Стругачев, Эвклид Кюрдзидис, Григорий Чернецов и др.
В конкурсную программу кинофестиваля вошли 8 фильмов: «Нахимовцы» Олега Штрома, «Отель» Александра Балуева, «Африка» Дарьи Биневской, «Непослушник» Владимира Котта, «Однажды в пустыне» Андрея Кравчука, «Мария. Спасти Москву» Веры Сторожевой и «Учёности плоды» Игоря Угольникова, «Совесть» Алексея Козлова.
- Гран-при — фильму «Непослушник» режиссёра Владимира Котта
- Лучший режиссер — Владимир Котт, за фильм «Непослушник»
- Лучшая операторская работа — Александр Носовский, за фильм «Отель»
- Лучшая мужская роль — Виктор Хориняк, исполнивший главную роль в фильме «Непослушник»
- Лучшая женская роль — Настасья Кербенген, за роль фрау Шиллер в фильме «Учёности плоды»

Приз прессы получил — «Отель» Александра Балуева.
Приз зрительских симпатий — «Учёности плоды» Игоря Угольникова
Зрительское «народное голосование» помощью анкеты в еженедельнике «Панорама ТВ» выбирало победителей из 30 телесериалов:
- Лучший сериал — сериал «Седьмая симфония»
- Лучший актёр сериала- Алексей Гуськов, за роль в сериале «Седьмая симфония»
- Лучшая актриса сериала — Елена Панова, за роль в сериале «Спросите медсестру».

Источники

### 2023 — ХХXI
С 15 по 19 мая, проходил в семи кинотеатрах города, открывался традиционно в БКЗ «Октябрьский», церемония закрытия прошла в музыкальном театре «Зазеркалье».
В конкурсной по традиции 8 российских фильмов.
По словам президента кинофестиваля Людмилы Томской выбор фильмов на конкурс был сложен — некоторые «сильные» картины не хотели давать на фестиваль продюсеры, например, фильм «Праведник», и большинство кинопродукции: «откровенно слабые. Измучились выбирать из 140 картин 8, чтобы показать на фестивале».
Жюри: кинорежиссёр Александр Прошкин (председатель), киновед Михаил Трофименков, кинорежисёер Андрей Зайцев, актриса Татьяна Рассказова, кинооператор Дмитрий Масс.
Лауреаты:
- Гран-при — фильму «Огород», режиссёр Лариса Садилова
- Лучшая режиссура — Олегу Погодину, за фильм «Сирийская соната».
- Лучшая операторская работа — Антон Дроздов-Счастливцев, за фильм «Аманат»
- Лучшая мужская роль — за роль в фильме «Доктор» актёру Сергею Пускепалису (посмертно)
- Лучшая женская роль, приз достался двум актрисам — Валентине Теличкиной и Ольге Лапшиной, сыгравшим в фильме «Огород»

Приз прессы и Приз зрительских симпатий совпали — фильму «Доктор» режиссёра Артёма Темникова
Зрительское «народное голосование» помощью анкеты в еженедельнике «Панорама ТВ» выбирало победителей из 30 телесериалов:
- Лучший сериал — сериал «Раневская» Дмитрия Петруня
- Лучший актёр сериала — Александр Горбатов, за исполнение главной роли в сериале «Шаляпин»
- Лучшая актриса сериала — Мариэтта Цигаль-Полищук, за роль в сериале «Раневская»

Источники

### 2024 — ХХXII
13 по 17 мая, открытие фестиваля в Театре «Балтийский дом», закрытие в киноцентре «Родина», показы велись в кинотеатрах «Восход», «Дружба», «Заневский», «Фильмофонд», «Уран». Все мероприятия фестиваля были бесплатными для зрителей.
В конкурсной программе по традиции 8 фильмов: «1993» Александра Велединского, «Аквариум» Ильи Шагалова, «Блиндаж» Марка Горобца, «Воздух» Алексея Германа, «Летучий корабль» Ильи Учителя, «Мужчина и женщина» Владимира Котта, «Сказки Гофмана» Тины Баркалая, «Снегирь» Бориса Хлебникова.
Жюри: режиссёр Григорий Козлов (председатель), актриса Алёна Бабенко, актёр Эвклид Кюрдзидис, продюсер, киновед и кинокритик Наталья Мокрицкая, кинорежиссер Антон Сиверс.
Лауреаты:
- Гран-при фестиваля — фильму «Воздух» режиссера Алексея Германа-мл.
- Лучшая мужская роль — Александр Робак, за роль в картине «Снегирь»
- Лучшая женская роль — Анастасия Талызина, за роль в фильме «Воздух»
- Лучшая режиссура — Александр Велединский, за фильм «1993»
- Лучшая операторская работа — Андрей Майка, за фильм «Аквариум»
- Специальный приз жюри — работа актера Александра Метелкина в фильме «Блиндаж»

Приз прессы и Приз зрительских симпатий совпали — фильму «Мужчина и женщина» Владимира Котта
Зрительское «народное голосование» помощью анкеты в еженедельнике «Панорама ТВ» выбирало победителей из 30 телесериалов:
- Лучший телесериал — «Адмирал Кузнецов» режиссера Сергея Виноградова.
- Лучший актёром в сериале — Алексей Гуськов, за исполнение главной роли в сериале «Золотое дно»
- Лучшая актриса в сериале — Елизавета Боярская, за воплощение образа Екатерины II в сериале «Великая. Золотой век».

Источники